# Natação no Campeonato Europeu de Esportes Aquáticos de 2021 - 800 m livre masculino
A prova dos 800 metros livre masculino da natação no Campeonato Europeu de Esportes Aquáticos de 2021 ocorreu nos dias 21 e 22 de maio na Arena Danúbio, em Budapeste na Hungria. 

## Calendário
| Fase          | Data       | Hora  |
| ------------- | ---------- | ----- |
| Eliminatórias | 21 de maio | 11:28 |
| Final         | 22 de maio | 18:00 |

Todos os horários estão no horário local (UTC+1)

## Recordes
Antes desta competição, os recordes eram os seguintes:
|                       | Nadador              | Tempo   | Local   | Data                |
| --------------------- | -------------------- | ------- | ------- | ------------------- |
| Recorde mundial       | Zhang Lin            | 7:32.12 | Roma    | 29 de julho de 2009 |
| Recorde europeu       | Gregorio Paltrinieri | 7:39.27 | Gwangju | 24 de julho de 2019 |
| Recorde do campeonato | Gregorio Paltrinieri | 7:42.33 | Londres | 20 de maio de 2016  |

## Medalhistas
| Ouro                     | Prata                      | Bronze               |
| Mykhailo Romanchuk (UKR) | Gregorio Paltrinieri (ITA) | Gabriele Detti (ITA) |

## Resultados

### Eliminatórias
Esses foram os resultados das eliminatórias. 
| Pos. | Bateria | Raia | Nadador                 | Nacionalidade | Tempo   | Notas            |
| ---- | ------- | ---- | ----------------------- | ------------- | ------- | ---------------- |
| 1    | 4       | 5    | Mykhailo Romanchuk      | Ucrânia       | 7:48.31 | Q                |
| 2    | 4       | 4    | Henrik Christiansen     | Noruega       | 7:50.11 | Q                |
| 3    | 5       | 3    | Gabriele Detti          | Itália        | 7:50.61 | Q                |
| 4    | 5       | 4    | Gregorio Paltrinieri    | Itália        | 7:51.33 | Q                |
| 5    | 5       | 6    | Sergiy Frolov           | Ucrânia       | 7:51.73 | Q                |
| 6    | 5       | 2    | Anton Ipsen             | Dinamarca     | 7:52.37 | Q                |
| 7    | 2       | 1    | José Paulo Lopes        | Portugal      | 7:52.81 | Q,               |
| 8    | 3       | 5    | Joris Bouchaut          | França        | 7:53.07 | Q                |
| 9    | 4       | 6    | Aleksandr Egorov        | Rússia        | 7:53.32 |                  |
| 10   | 4       | 7    | Damien Joly             | França        | 7:54.23 |                  |
| 11   | 4       | 9    | Daniel Wiffen           | Irlanda       | 7:55.02 |                  |
| 12   | 2       | 3    | Victor Johansson        | Suécia        | 7:55.34 |                  |
| 13   | 3       | 7    | Yiğit Aslan             | Turquia       | 7:55.99 |                  |
| 14   | 3       | 3    | Kristóf Rasovszky       | Hungria       | 7:56.27 |                  |
| 15   | 4       | 0    | Ákos Kalmár             | Hungria       | 7:56.56 |                  |
| 16   | 5       | 9    | Alexander Nørgaard      | Dinamarca     | 7:57.24 |                  |
| 17   | 5       | 7    | Daniel Jervis           | Reino Unido   | 7:57.39 |                  |
| 18   | 2       | 6    | Dimitrios Markos        | Grécia        | 8:00.32 |                  |
| 19   | 5       | 8    | Marco De Tullio         | Itália        | 8:01.33 |                  |
| 20   | 2       | 7    | Arthur Dalén Ellegaard  | Dinamarca     | 8:02.69 |                  |
| 21   | 5       | 0    | Ilya Druzhinin          | Rússia        | 8:03.01 |                  |
| 22   | 3       | 0    | Gergely Gyurta          | Hungria       | 8:03.83 |                  |
| 23   | 3       | 2    | Dimitrios Negris        | Grécia        | 8:05.07 |                  |
| 24   | 2       | 9    | Jon Jøntvedt            | Noruega       | 8:06.90 |                  |
| 25   | 2       | 8    | Alejandro Puebla        | Espanha       | 8:07.28 |                  |
| 26   | 4       | 2    | Jan Micka               | Chéquia       | 8:07.60 |                  |
| 27   | 2       | 2    | Ilya Borodin            | Rússia        | 8:07.88 |                  |
| 28   | 4       | 1    | Kieran Bird             | Reino Unido   | 8:08.36 |                  |
| 29   | 3       | 4    | Vuk Čelić               | Sérvia        | 8:09.65 |                  |
| 30   | 2       | 0    | Márk Kovacsics          | Hungria       | 8:09.98 |                  |
| 31   | 2       | 5    | Oskar Lindholm          | Dinamarca     | 8:10.20 |                  |
| 32   | 3       | 1    | Martin Bau              | Eslovênia     | 8:10.30 |                  |
| 33   | 2       | 4    | Bar Soloveychik         | Israel        | 8:13.62 |                  |
| 34   | 3       | 9    | Miguel Durán            | Espanha       | 8:14.02 |                  |
| 35   | 5       | 5    | David Aubry             | França        | 8:14.25 |                  |
| 36   | 3       | 6    | Mert Kılavuz            | Turquia       | 8:15.92 |                  |
| 37   | 3       | 8    | Marin Mogić             | Croácia       | 8:22.50 |                  |
| 38   | 1       | 5    | Loris Bianchi           | San Marino    | 8:24.30 | Recorde nacional |
| 39   | 1       | 4    | Arti Krasniqi           | Kosovo        | 8:25.68 |                  |
| 40   | 4       | 8    | Konstantinos Englezakis | Grécia        | 8:27.61 |                  |
| 41   | 1       | 3    | Théo Druenne            | Mónaco        | 8:46.10 |                  |
| 42   | 4       | 3    | Franko Grgić            | Croácia       | DNS     | DNS              |
| 42   | 5       | 1    | Marc-Antoine Olivier    | França        | DNS     | DNS              |

### Final
Esse foi o resultado da final. 
| Pos.              | Raia | Nadador              | Nacionalidade | Tempo   | Notas            |
| ----------------- | ---- | -------------------- | ------------- | ------- | ---------------- |
| Medalha de ouro   | 4    | Mykhailo Romanchuk   | Ucrânia       | 7:42.61 |                  |
| Medalha de prata  | 6    | Gregorio Paltrinieri | Itália        | 7:43.62 |                  |
| Medalha de bronze | 3    | Gabriele Detti       | Itália        | 7:46.10 |                  |
| 4                 | 5    | Henrik Christiansen  | Noruega       | 7:47.99 |                  |
| 5                 | 7    | Anton Ipsen          | Dinamarca     | 7:52.07 |                  |
| 6                 | 1    | José Paulo Lopes     | Portugal      | 7:52.68 | Recorde nacional |
| 7                 | 8    | Joris Bouchaut       | França        | 7:52.85 |                  |
| 8                 | 2    | Sergiy Frolov        | Ucrânia       | 7:56.12 |                  |

Legenda
| Recorde mundial       | Recorde mundial (World record)               |                       | Recorde africano                      | Recorde africano (African) |                                           | Q | Classificado por posição (Qualified) |
| Recorde do campeonato | Recorde do campeonato (Championship record)  | Recorde da América    | Recorde da América (Americas)         | q                          | Classificado por melhor tempo (Qualified) |   |                                      |
| Melhor marca do ano   | Melhor marca do ano (World leading)          | Recorde asiático      | Recorde asiático (Asian)              | DNS                        | Não largou (Did not start)                |   |                                      |
| Recorde nacional      | Recorde nacional (National record)           | Recorde europeu       | Recorde europeu (European)            | DNF                        | Não terminou (Did not finish)             |   |                                      |
| Recorde pessoal       | Recorde pessoal do atleta (Personal best)    | Recorde da Oceania    | Recorde da Oceania (Oceania)          | DSQ / DQ                   | Desclassificado (Disqualified)            |   |                                      |
| Recorde da temporada  | Recorde da temporada do atleta (Season best) | Recorde sul-americano | Recorde sul-americano (South America) | NM                         | Sem marca (No mark)                       |   |                                      |